# Васильев, Фёдор Андреевич (Герой Советского Союза)
Фёдор Андре́евич Васи́льев (7 февраля 1919, Лопуховка, Саратовская губерния — 22 сентября 1944) — старший лейтенант Рабоче-крестьянской Красной Армии, участник Великой Отечественной войны, Герой Советского Союза (1943).

## Биография
Фёдор Васильев родился 7 февраля 1919 года в селе Лопуховка (ныне — Аткарский район Саратовской области) в крестьянской семье. Русский. Получил неполное среднее образование. В 1935—1937 годах Васильев проходил службу в Рабоче-крестьянской Красной Армии. После демобилизации проживал и работал в Ставрополе. В августе 1941 года Васильев был повторно призван в армию. Принимал участие в боях на Северо-Западном, Воронежском и 1-м Украинском фронтах. Участвовал в боях под Демянском и Старой Руссой, Воронежско-Касторненской операции, битве на Курской дуге, освобождении Украинской ССР. К осени 1943 года младший лейтенант Фёдор Васильев командовал взводом 1318-го стрелкового полка 163-й стрелковой дивизии 38-й армии Воронежского фронта. Отличился во время битвы за Днепр.
Ночью 3 октября 1943 года взвод Васильева переправился через Днепр. В ходе переправы была разбита лодка Васильева, и ему пришлось добираться до берега вплавь, как и многим его бойцам. В результате массированного обстрела переправы большинство оружия взвода утонуло. Васильев вместе с двумя пулемётчиками подобрался к ведшей огонь по переправе огневой точке со станковым пулемётом и, метнув гранату и ворвавшись в окоп, добил 3 вражеских солдат и офицеров. Захватив пулемёт, Васильев открыл огонь по скоплению вражеских автоматчиков. Бойцам взвода удалось отбить у противника ещё два пулемёта. На рассвете немецкие войска предприняли ряд контратак. В ходе их отражения Васильев лично уничтожил 18 вражеских солдат и офицеров, 2 из них — в рукопашной схватке. Когда на захваченный взводом плацдарм переправились полковые подразделения, Васильев принял активное участие в расширении плацдарма.
Указом Президиума Верховного Совета СССР от 29 октября 1943 года за «отвагу и мужество, проявленные в боях при форсировании реки Днепр» младший лейтенант Фёдор Васильев был удостоен высокого звания Героя Советского Союза с вручением ордена Ленина и медали «Золотая Звезда» за номером 1842.
В 1944 году старший лейтенант Фёдор Васильев командовал стрелковой ротой. Погиб в бою 22 сентября 1944 года.
Был также награждён орденом Отечественной войны 1-й степени. В честь Васильева названы улицы в Ставрополе и в городе Сокиряны Черновицкой области (Украина).